# Луртис-Монбрён
Лурти́с-Монбрён (фр. Lourties-Monbrun) — коммуна во Франции, находится в регионе Юг — Пиренеи. Департамент — Жер. Входит в состав кантона Масёб. Округ коммуны — Миранд.
Код INSEE коммуны — 32216.

## География

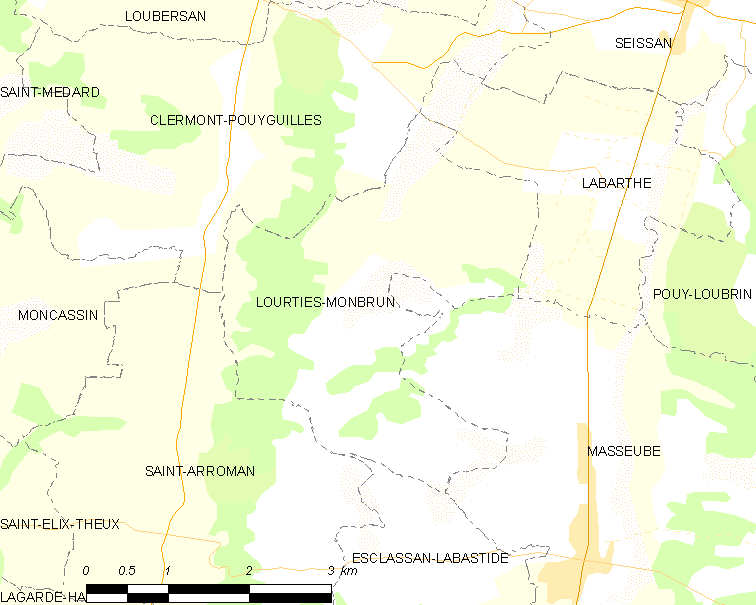
Карта коммуны

Коммуна расположена приблизительно в 620 км к югу от Парижа, в 75 км западнее Тулузы, в 22 км к югу от Оша.
По территории коммуны протекает река Сусон.

## Климат
Климат умеренно-океанический. Лето жаркое и немного дождливое, температура часто превышает 35 °С. Зимой часто бывает отрицательная температура и ночные заморозки. Годовое количество осадков — 700—900 мм.

## Население
Население коммуны на 2010 год составляло 137 человек.
| 1962 | 1968 | 1975 | 1982 | 1990 | 1999 | 2010 |
| ---- | ---- | ---- | ---- | ---- | ---- | ---- |
| 91   | 61   | 50   | 93   | 102  | 108  | 137  |

## Администрация
| Период | Период | Фамилия      | Партия                  | Примечания |
| ------ | ------ | ------------ | ----------------------- | ---------- |
| 2001   | 2014   | Ги Мессин    | Социалистическая партия |            |
| 2014   | 2020   | Карин Монфор |                         |            |

## Экономика
В 2010 году среди 83 человек трудоспособного возраста (15-64 лет) 65 были экономически активными, 18 — неактивными (показатель активности — 78,3 %, в 1999 году было 64,5 %). Из 65 активных жителей работали 62 человека (33 мужчины и 29 женщин), безработных было 3 (1 мужчина и 2 женщины). Среди 18 неактивных 10 человек были учениками или студентами, 5 — пенсионерами, 3 были неактивными по другим причинам.